# کمکان
اِس اِ و (به روسی СЭВ) کمه‌کون یا کُمِکان (به روسی: Совет экономической взаимопомощи) که مخفف «شورای تعاون اقتصادی» (به انگلیسی: Council for Mutual Economic Assistance) است، سازمانی بود که در ژانویهٔ ۱۹۴۹ توسط دولت اتحاد شوروی تشکیل شد.
هدف از تشکیل این سازمان، نوعی پاسخ متقابل به طرح مارشال در اروپای غربی از سوی شوروی و متحدانش در اروپای شرقی بود.

## اعضاء سازمان
| تاریخ عضویت | نام کشور                                | تاریخ خروج |
| ----------- | --------------------------------------- | ---------- |
| ژانویه ۱۹۴۹ | بلغارستان (بلغارستان)                   | ۱۹۹۱       |
| ژانویه ۱۹۴۹ | چکسلواکی (چکسلواکی)                     | ۱۹۹۱       |
| ژانویه ۱۹۴۹ | مجارستان (مجارستان)                     | ۱۹۹۱       |
| ژانویه ۱۹۴۹ | لهستان (لهستان)                         | ۱۹۹۱       |
| ژانویه ۱۹۴۹ | رومانی (رومانی)                         | ۱۹۹۱       |
| ژانویه ۱۹۴۹ | اتحاد جماهیر شوروی (اتحاد جماهیر شوروی) | ۱۹۹۱       |
| فوریه ۱۹۴۹  | آلبانی (آلبانی)                         | ۱۹۸۷       |
| ۱۹۵۰        | آلمان شرقی (آلمان شرقی)                 | ۱۹۹۱       |
| ۱۹۶۲        | مغولستان (مغولستان)                     | ۱۹۹۱       |
| ۱۹۷۲        | کوبا (کوبا)                             | ۱۹۹۱       |
| ۱۹۷۸        | ویتنام (ویتنام)                         | ۱۹۹۱       |